# 昂代勒河畔佩里耶
昂代勒河畔佩里耶（法語：Perriers-sur-Andelle，法語發音：[pɛʁje syʁ ɑ̃dɛl]）是法国厄尔省的一个市镇，位于该省东北部，属于莱桑德利区。

## 地理
昂代勒河畔佩里耶（49°24'51"N, 1°22'17"E）面积11.21 平方千米，位于法国诺曼底大区厄尔省，该省份为法国北部内陆省份，北起滨海塞纳省，西接奧恩省和卡爾瓦多斯省，南至厄尔-卢瓦省，东临瓦兹省、瓦兹河谷省和伊夫林省。
与昂代勒河畔佩里耶接壤的市镇（或旧市镇、城区）包括：沙勒瓦勒、莱奥格、莱特吉沃、佩吕埃勒、雷讷维尔、里昂斯拉福雷。
昂代勒河畔佩里耶的时区为UTC+01:00、UTC+02:00（夏令时）。

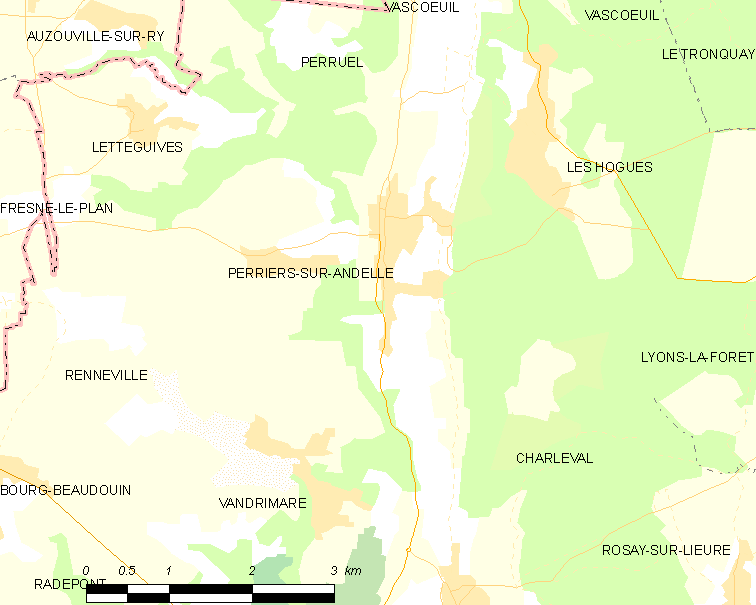
昂代勒河畔佩里耶的OSM定位图

## 行政
昂代勒河畔佩里耶的邮政编码为27910，INSEE市镇编码为27453。

## 政治
昂代勒河畔佩里耶所属的省级选区为昂代勒河畔罗米伊县。

## 人口

1962-2008年间昂代勒河畔佩里耶人口变化图示

昂代勒河畔佩里耶于2022年1月1日时的人口数量为1791人。